# スイスメトロ

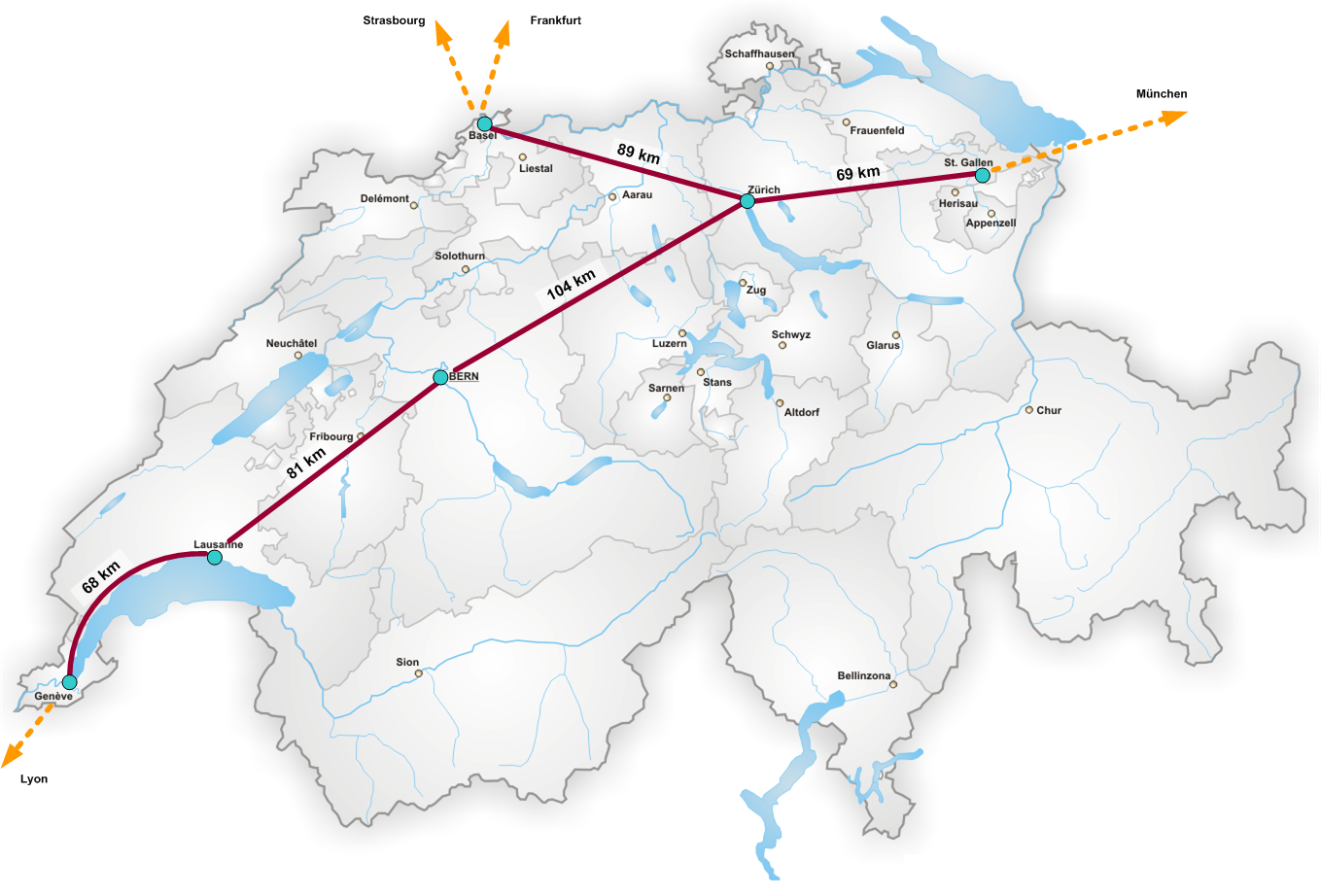
スイスメトロの路線 (2005年時点での計画)

スイスメトロは、かつてスイスで構想されていた国家プロジェクトである。
磁気浮上式鉄道が部分的に減圧されたトンネル内を約500km/hで走行する計画で、完成すればスイスの主要都市間の移動時間を飛躍的に短縮できる予定だった。
一例としてベルン-チューリッヒ間は現行の60分から12分に短縮される予定だった。
スイス連邦工科大学で実用化に向けた研究が行われていた。

## 技術
スイスメトロは地下に埋設され、部分的に真空に減圧されたトンネル内を磁気浮上式鉄道が走行する計画だった。
地下のトンネル内を走行する為、景観の破壊や騒音、振動等の環境への影響を最小限に留める事が可能である。進行方向別に分離された直径約2ｍのトンネル内は部分的に真空に減圧される。それにより空気抵抗を無くし、空気抵抗に起因するエネルギーの消費を抑える事が可能である。
スイスメトロの車両の駆動は非接触のリニアモータである。磁気浮上と案内システムにより地下を500 km/h以上の速度で摩擦無しに浮上して走行する。チューリッヒ-ベルン間の平均速度は522 km/hが予定された。

## 利点
- 真空トンネルにより走行時に低エネルギー消費[2]
- 無騒音
- 景観を損ねない
- 高速
- 定時性
- 既存の交通網に依存しない
- 大規模な駅に直接停止する。

## 欠点
- 建設費が莫大
- 既存の鉄道網と互換性がない
- 貨物輸送に切り替えできない
- 真空を維持する為にエネルギーを消費する
- トンネルのみで構成される

## 路線網
最も重要な路線は東西のジュネーブ-ローザンヌ-ベルン-チューリッヒ-ザンクト・ガレンである。
技術的、経済的理由によりバーゼルとチューリッヒ間が計画の先行区間として計画された。さらにチューリッヒとバーゼルの空港への延伸が計画された。
ユーロメトロのシステムがスイスメトロに延伸して欧州鉄道網にする事も考慮された。第一段階ではメトロをスイスに延伸して西部のリヨンと東部のミュンヘンの接続に関心が寄せられた。さらに長距離のためにユーロメトロは航空旅行を代替する事を予定した。

## 計画の状態
2009年、計画を推進していたスイスメトロAGは資金不足により清算された。